# John Mulcahy
John Joseph Francis Mulcahy (New York, 20 luglio 1876 – New York, 19 novembre 1942) è stato un canottiere statunitense.
Mulcahy partecipò ai Giochi olimpici di Saint Louis 1904 con la squadra Atalanta Boat Club nella gara di due di coppia, in cui conquistò la medaglia d'oro, e di due senza, in cui conquistò la medaglia d'argento. In entrambe le gare il suo compagno fu William Varley.
Si laureò alla Fordham University.

## Palmarès
In carriera ha conseguito i seguenti risultati:
- Giochi olimpici

St. Louis 1904: oro nel due di coppia e argento nel due senza.